# Цуане Остерија (Верона)
Цуане Остерија је насеље у Италији у округу Верона, региону Венето.
Према процени из 2011. у насељу је живело 204 становника. Насеље се налази на надморској висини од 186 м.